# Stéphane Derenoncourt
Stéphane Derenoncourt, né en 1963 à Dunkerque, est un vinificateur autodidacte et artisan vigneron-consultant viticole qui intervient au travers d’une démarche globale dans plus de cent domaines viticoles, dont une quarantaine dans la région bordelaise. 

## Biographie
En 1999, il fonde « Vignerons Consultants », sa société de conseil qui deviendra « Derenoncourt Consultants » en 2010 . Avec son épouse Christine Derenoncourt, il crée son propre vignoble en Castillon Côtes de Bordeaux, le Domaine de l’A et a vinifié des vins en Californie via une succursale californienne.